# Martín de Ateca
Fray Martín de Ateca O.P. (Ateca, ? de ? - ?, de 1306) fue un presbítero dominico español, profesor de Filosofía y teología y gran erudito tomista.
Profesó en el convento que esta orden religiosa tenía en Calatayud y llegó a ser predicador general de su orden.
Fue confesor de Jaime II de Aragón y parece ser el primer filósofo tomista de la Corona de Aragón. Escribió una Summa iuris actualmente perdida.
El episodio más conocido de su vida es la polémica con el famoso Arnau de Vilanova de quién había sido gran amigo y confesor, refutando su Tractatus de tempore adventu Antichristi (Tratado sobre el tiempo en que ha de venir el Anticristo).

Fray Martín mantenía la siguiente tesis:

Todos los hombres sin distinción han ignorado y también ignorarán los tiempos finales,
no solamente por lo que se refiere al día y la hora del juicio, sino también, como dice,
absolutamente en cuanto a toda acepción de tiempo."

Y esta tesis la sustenta en dos razones:
- Jesucristo cuando habló a los Apóstoles de los tiempos finales les dijo que estos tiempos «nadie los sabe ni aun los ángeles del cielo»

(Mc XIII,32: «nemo scit neque angeli in celo»)
- b) según Agustín de Hipona es incierto el tiempo que debe durar la última (sexta) edad de la humanidad.[4][5]